# از زرند تا زراوند
از زرند تا زراوند نام کتابی است که به بررسی رخدادهای تاریخی، اجتماعی و سیاسی شهرستان زرند زرند در استان کرمان میپردازد. نویسنده که خود یکی از اهالی زرند بوده و نمایندهٔ روزنامهٔ اطلاعات در این شهر محسوب می‌شده‌است پس از شرح مختصری از زندگی و فعالیت‌های خویش در بخش نخست به موقعیت جغرافیایی زرند می‌پردازد. در این بخش هم‌چنین پیشینهٔ تاریخی شهر زرند بررسی می‌شود. 

وجه تسمیهٔ زرند (زراوند) بنابر کتاب اوستا: به محلی اطلاق می‌شده که در اطراف آن رودهای متعدد جریان داشته‌است. پس از فراز و فرود تاریخ زرند در دوره‌های مختلف، موضوعاتی چون زلزله‌های مهم زرند و معرفی آثار تاریخی شهر مطرح می‌شود. نمایندگان مجلس، مطبوعات، مدارس علمیه، معاریف و مشاهیر زرند از دیگر موضوعاتی است که نویسنده در بخش اول به آن‌ها می‌پردازد. کوهبنان، از بخش‌های شهرستان زرند که نویسنده آن را «زادگاه عرفا» نامیده، از دیگر مناطقی است که مشاهیر و آثار تاریخی آن معرفی می‌شوند. در بخش دوم کتاب علما، مجتهدین، عرفا، شعرا و خیرین زرندی معرفی می‌گردند. هم‌چنین ورود نخستین موسسات و ادارات جدید هم‌چون مدرسه، دادگاه، برق، دارایی، شهرداری بانک و… به شهرستان زرند تشریح می‌شود. محله‌های قدیمی، بازی‌های محلی، اصطلاحات و ضرب‌المثل‌های رایج زرند، هم‌چنین سوغات این شهر از جمله مطالبی است که در بخش پایانی کتاب مطرح شده‌است. در انتها نیز تصاویری از طبیعت و آثار تاریخی شهرستان زرند ضمیمه شده‌است.
‌